# Веселовка (приток Белгазы)
Веселовка (Веселевка, Васильевка) — река в России, протекает в Екатериновском и Аткарском районах Саратовской области. Устье реки находится в 25 км по правому берегу реки Белгаза. Длина реки составляет 24 км, площадь водосборного бассейна 154 км². На реке стоит село Вяжля
Система водного объекта: Белгаза → Медведица → Дон → Азовское море.

## Данные водного реестра
По данным государственного водного реестра России относится к Донскому бассейновому округу, водохозяйственный участок реки — Медведица от истока до впадения реки Терса, речной подбассейн реки — Дон между впадением Хопра и Северского Донца. Речной бассейн реки — Дон (российская часть бассейна).
Код объекта в государственном водном реестре — 05010300112107000008221.